# Leichtathletik-Weltmeisterschaften 2023/Teilnehmer (Indonesien)
| Goldmedaillen | Silbermedaillen | Bronzemedaillen |
| ------------- | --------------- | --------------- |
| —             | —               | —               |

Indonesien nimmt an den Leichtathletik-Weltmeisterschaften 2023 in Budapest mit einer Athletin teil.

## Ergebnisse

### Frauen

#### Laufdisziplinen
| Athletin    | Disziplin    | Vorlauf | Vorlauf | Halbfinale | Halbfinale | Finale | Finale |
| Athletin    | Disziplin    | Zeit    | Platz   | Zeit       | Platz      | Zeit   | Platz  |
| ----------- | ------------ | ------- | ------- | ---------- | ---------- | ------ | ------ |
| Dina Aulina | 100 m Hürden | 13,54 s | 41      | DNQ        | DNQ        | -      | -      |